# Vålerenga Fotball 2013
Questa voce raccoglie le informazioni riguardanti il Vålerenga Fotball nelle competizioni ufficiali della stagione 2013.

## Stagione
L'annata cominciò con l'avvicendamento in panchina tra il vecchio allenatore, Martin Andresen, e il nuovo, Kjetil Rekdal. Per Rekdal, si trattò del secondo periodo in squadra: vi giocò infatti dal 2000 al 2004; a partire dal 2001 ricoprì la carica di allenatore-giocatore, mentre dal 2005 il suo incarico si limitò alla panchina. Il Vålerenga chiuse la stagione all'11º posto in classifica, mentre l'avventura nella Coppa di Norvegia 2013 terminò ai quarti di finale, con l'eliminazione per mano del Rosenborg. Torgeir Børven fu il calciatore maggiormente utilizzato in stagione, con 33 presenze (29 in campionato e 4 in coppa); fu anche il miglior marcatore della squadra con 16 reti (9 in campionato e 7 in coppa).

## Maglie e sponsor
Lo sponsor tecnico per la stagione 2013 fu Adidas, mentre lo sponsor ufficiale fu DNB. La prima divisa era composta da una maglietta blu una striscia orizzontale rossa sul petto, pantaloncini bianchi con inserti rossi e calzettoni blu a strisce orizzontali rosse. Quella da trasferta era costituita da una maglietta bianca con inserti rossi, pantaloncini blu e calzettoni bianchi. La terza divisa prevedeva una maglia nera con strisce verdi verticali, pantaloncini neri e calzettoni nero-verdi.
| Casa | Trasferta | Terza divisa |

## Rosa
| N. |                       | Ruolo | Calciatore           |
| -- | --------------------- | ----- | -------------------- |
| 1  | Canada (bandiera)     | P     | Lars Hirschfeld      |
| 2  | Svezia (bandiera)     | D     | Joseph Baffoe        |
| 2  | Norvegia (bandiera)   | D     | Benjamin Dahl Hagen  |
| 4  | Norvegia (bandiera)   | D     | André Muri           |
| 5  | Rep. Ceca (bandiera)  | D     | Jan Lecjaks          |
| 6  | Norvegia (bandiera)   | D     | Simon Larsen         |
| 7  | Norvegia (bandiera)   | C     | Daniel Fredheim Holm |
| 8  | Norvegia (bandiera)   | C     | Jan Gunnar Solli     |
| 9  | Benin (bandiera)      | A     | Sidoine Oussou       |
| 10 | Norvegia (bandiera)   | A     | Torgeir Børven       |
| 11 | Norvegia (bandiera)   | A     | Morten Berre         |
| 13 | Nigeria (bandiera)    | C     | Fegor Ogude          |
| 15 | Norvegia (bandiera)   | D     | Joachim Thomassen    |
| 17 | Norvegia (bandiera)   | C     | Mohammed Fellah      |
| 18 | Costa Rica (bandiera) | D     | Giancarlo González   |
| 19 | Norvegia (bandiera)   | C     | Christian Grindheim  |
| 20 | Norvegia (bandiera)   | A     | Mustafa Abdellaoue   |

| N. |                       | Ruolo | Calciatore            |
| -- | --------------------- | ----- | --------------------- |
| 22 | Costa Rica (bandiera) | C     | Diego Calvo           |
| 23 | Norvegia (bandiera)   | C     | Kristofer Hæstad      |
| 24 | Danimarca (bandiera)  | D     | Nicolai Høgh          |
| 25 | Norvegia (bandiera)   | A     | Moussa Njie           |
| 26 | Serbia (bandiera)     | C     | Bojan Zajić           |
| 27 | Norvegia (bandiera)   | A     | Chuma Anene           |
| 28 | Nigeria (bandiera)    | A     | Aaron Samuel          |
| 33 | Polonia (bandiera)    | D     | Marcel Wawrzynkiewicz |
| 34 | Norvegia (bandiera)   | P     | Gudmund Kongshavn     |
| 35 | Norvegia (bandiera)   | A     | Monir Benmoussa       |
| 36 | Norvegia (bandiera)   | C     | Mathias Blårud        |
| 37 | Norvegia (bandiera)   | D     | Ivan Näsberg          |
| 40 | Norvegia (bandiera)   | A     | Ghayas Zahid          |
| 41 | Norvegia (bandiera)   | P     | Marcus Engebretsen    |
| 42 | Norvegia (bandiera)   | A     | Kamran Ali Iqbal      |
| 43 | Norvegia (bandiera)   | C     | Fitim Kastrati        |
| 50 | Norvegia (bandiera)   | P     | Øyvind Knutsen        |

## Calciomercato

### Sessione invernale(dal 01/01 al 31/03)
| Acquisti         | Acquisti             | Acquisti    | Acquisti      |
| R.               | Nome                 | da          | Modalità      |
| ---------------- | -------------------- | ----------- | ------------- |
| D                | Jan Lecjaks          | Young Boys  | prestito      |
| C                | Diego Calvo          | Alajuelense | definitivo    |
| C                | Daniel Fredheim Holm | Rosenborg   | definitivo    |
| C                | Christian Grindheim  | Copenaghen  | prestito      |
| C                | Jan Gunnar Solli     |             | svincolato    |
| A                | Mustafa Abdellaoue   | Copenaghen  | prestito      |
| A                | Sidoine Oussou       | Visé        | fine prestito |
| Altre operazioni |                      |             |               |
| R.               | Nome                 | da          | Modalità      |
| D                | Fredrik Stoor        | Lillestrøm  | fine prestito |
| A                | Abdurahim Laajab     | Stabæk      | fine prestito |

| Cessioni | Cessioni            | Cessioni        | Cessioni      |
| R.       | Nome                | a               | Modalità      |
| -------- | ------------------- | --------------- | ------------- |
| D        | Benjamin Dahl Hagen | Follo           | definitivo    |
| D        | Nicolai Næss        | Stabæk          | definitivo    |
| D        | Andreas Nordvik     | Aalesund        | definitivo    |
| D        | Aleksander Solli    |                 | svincolato    |
| D        | Fredrik Stoor       | Lillestrøm      | definitivo    |
| C        | Pape Maly Diamanka  | Rayo Vallecano  | fine prestito |
| A        | Chad Barrett        | LA Galaxy       | fine prestito |
| A        | Abdurahim Laajab    | Bodø/Glimt      | definitivo    |
| A        | Tosaint Ricketts    |                 | svincolato    |
| A        | Ahmed Suleiman      | Ullensaker/Kisa | prestito      |

### Sessione estiva(dal 15/07 al 10/08)
| Acquisti         | Acquisti            | Acquisti        | Acquisti      |
| R.               | Nome                | da              | Modalità      |
| ---------------- | ------------------- | --------------- | ------------- |
| D                | Joseph Baffoe       | Helsingborg     | prestito      |
| D                | Nicolai Høgh        |                 | svincolato    |
| C                | Christian Grindheim | Copenaghen      | definitivo    |
| Altre operazioni |                     |                 |               |
| R.               | Nome                | da              | Modalità      |
| A                | Ahmed Suleiman      | Ullensaker/Kisa | fine prestito |

| Cessioni         | Cessioni            | Cessioni        | Cessioni      |
| R.               | Nome                | a               | Modalità      |
| ---------------- | ------------------- | --------------- | ------------- |
| D                | Simon Larsen        | Hønefoss        | prestito      |
| C                | Mohammed Fellah     | Esbjerg         | definitivo    |
| A                | Mustafa Abdellaoue  | Copenaghen      | fine prestito |
| A                | Chuma Anene         | Stabæk          | prestito      |
| A                | Sidoine Oussou      | Kecskemét       | prestito      |
| A                | Aaron Samuel        | Sarpsborg 08    | definitivo    |
| A                | Ahmed Suleiman      | Ullensaker/Kisa | definitivo    |
| A                | Ghayas Zahid        | Ullensaker/Kisa | prestito      |
| Altre operazioni |                     |                 |               |
| R.               | Nome                | da              | Modalità      |
| C                | Christian Grindheim | Copenaghen      | fine prestito |

## Risultati

### Eliteserien

#### Girone di andata
| Arbitro: | Moen (Haugesund) |

|                                      |           |            |
| Haugen 13’ Larsen 47’ Nordkvelle 74’ | Marcatori | 77’ Børven |

| Arbitro: | Helgerud (Lier) |

|           |           |  |
| Børven 2’ | Marcatori |  |

| Arbitro: | Skjerven (Kaupanger) |

|                       |           |  |
| Johnsen 13’ Güven 20’ | Marcatori |  |

| Arbitro: | Moen (Haugesund) |

|  |           |                                  |
|  | Marcatori | 3’ Storflor 9’ Storbæk 16’ Keita |

| Arbitro: | Berntsen (Vang) |

|            |           |  |
| Asante 74’ | Marcatori |  |

| Arbitro: | Hafsås (Trondheim) |

|                           |           |                     |
| Fellah 42’ Abdellaoue 59’ | Marcatori | 83’ (rig.) Ulvestad |

| Arbitro: | Skjerven (Kaupanger) |

|             |           |                     |
| Høiland 53’ | Marcatori | 8’ Calvo 12’ Larsen |

| Arbitro: | Hansen (Feda) |

|              |           |                        |
| González 63’ | Marcatori | 44’ Vendelbo 88’ Solli |

| Arbitro: | Helgerud (Lier) |

|               |           |  |
| Søderlund 82’ | Marcatori |  |

| Arbitro: | Edvartsen (Hamar) |

|                    |           |  |
| Berre 10’ Muri 74’ | Marcatori |  |

| Arbitro: | Johnsen (Tønsberg) |

|                                              |           |                                 |
| Valdimarsson 38’ Þórarinsson 60’ Berthod 90’ | Marcatori | 7’, 45’ Berre 68’ Fredheim Holm |

| Arbitro: | Skjerven (Kaupanger) |

|             |           |                              |
| Lecjaks 87’ | Marcatori | 65’ Reginiussen 84’ Svensson |

| Arbitro: | Hagen (Grue) |

|                          |           |                                   |
| Berre 10’, 59’ Solli 57’ | Marcatori | 28’ Berget 40’ Linnes 90’ Agnaldo |

| Arbitro: | Moen (Haugesund) |

|  |           |                      |
|  | Marcatori | 56’ (aut.) Andersson |

| Arbitro: | Johnsen (Tønsberg) |

|                          |           |                           |
| Børven 48’ Kongshavn 90’ | Marcatori | 28’ Berisha 55’ Ingelsten |

#### Girone di ritorno
| Arbitro: | Hafsås (Trondheim) |

|                  |           |                     |
| Riski 44’ (rig.) | Marcatori | 41’ Solli 61’ Berre |

| Arbitro: | Berntsen (Vang) |

|                                             |           |                                         |
| Børven 4’, 49’ Zajić 27’ Høgh 71’ Berre 81’ | Marcatori | 40’ Breive 61’ (aut.) González 78’ Wiig |

| Arbitro: | Helgerud (Lier) |

|                            |           |                       |
| Johansen 57’ Moldskred 79’ | Marcatori | 15’ Fellah 32’ Hæstad |

| Arbitro: | Edvartsen (Hamar) |

|             |           |                                    |
| Lecjaks 90’ | Marcatori | 26’ Castro 40’ Acosta 81’ Tronstad |

| Trondheim 17 agosto 2013, ore 18:00 20ª giornata | Rosenborg          | 0 – 0 referto | Vålerenga | Lerkendal Stadion (13.845 spett.)\| Arbitro: \| Johnsen (Tønsberg) \| |
| Arbitro:                                         | Johnsen (Tønsberg) |               |           |                                                                       |

| Arbitro: | Hafsås (Trondheim) |

|            |           |           |
| Børven 42’ | Marcatori | 12’ Østli |

| Arbitro: | Johnsen (Tønsberg) |

|                                            |           |  |
| Gulbrandsen 12’, 25’ Berget 14’ Linnes 85’ | Marcatori |  |

| Arbitro: | Berntsen (Vang) |

|                               |           |                                   |
| Berre 4’, 61’ Børven 74’, 84’ | Marcatori | 9’ Pusic 10’ Huseklepp 17’ Barmen |

| Arbitro: | Hafsås (Trondheim) |

|              |           |  |
| Danielsen 2’ | Marcatori |  |

| Arbitro: | Helgerud (Lier) |

|           |           |                           |
| Zajić 90’ | Marcatori | 66’ Rashani 90’ Krogsgård |

| Arbitro: | Hagen (Grue) |

|                                   |           |           |
| Johansen 61’ Kongshavn 88’ (aut.) | Marcatori | 85’ Zajić |

| Arbitro: | Hagen (Grue) |

|           |           |                         |
| Sagna 52’ | Marcatori | 59’ Zajić 89’ Grindheim |

| Arbitro: | Skjerven (Kaupanger) |

|            |           |                                |
| Børven 51’ | Marcatori | 61’ Cvetinović 64’ (aut.) Muri |

| Arbitro: | Edvartsen (Hamar) |

|               |           |  |
| Hamdallah 27’ | Marcatori |  |

| Arbitro: | Johnsen (Tønsberg) |

|                       |           |  |
| Berre 6’ González 70’ | Marcatori |  |

### Coppa di Norvegia
| Arbitro: | Hansen |

|          |           |                                                               |
| Eide 10’ | Marcatori | 20’ Zajić 24’, 45’ Abdellaoue 29’ Berre 63’ Larsen 80’ Fellah |

| Arbitro: | Nilsen (Oslo) |

|         |           |                                                                                            |
| Berg 2’ | Marcatori | 6’ Samuel 17’ (rig.), 26’ (rig.), 30’ (rig.), 69’ Børven 41’ Calvo 45’ Zahid 65’ Benmoussa |

| Arbitro: | Lundby |

|                      |           |                           |
| Tollås 53’ Ajeti 81’ | Marcatori | 24’, 55’ Calvo 34’ Børven |

| Arbitro: | Berntsen (Vang) |

|                                             |           |              |
| Børven 17’ Fredheim Holm 72’ Abdellaoue 90’ | Marcatori | 78’ Holsæter |

| Arbitro: | Hansen (Feda) |

|                           |           |            |
| Søderlund 78’ Nielsen 90’ | Marcatori | 88’ Børven |

## Statistiche

### Statistiche di squadra
| Competizione      | Punti | In casa | In casa | In casa | In casa | In casa | In casa | In trasferta | In trasferta | In trasferta | In trasferta | In trasferta | In trasferta | Totale | Totale | Totale | Totale | Totale | Totale | DR  |
| Competizione      | Punti | G       | V       | N       | P       | Gf      | Gs      | G            | V            | N            | P            | Gf           | Gs           | G      | V      | N      | P      | Gf     | Gs     | DR  |
| ----------------- | ----- | ------- | ------- | ------- | ------- | ------- | ------- | ------------ | ------------ | ------------ | ------------ | ------------ | ------------ | ------ | ------ | ------ | ------ | ------ | ------ | --- |
| Eliteserien       | 36    | 15      | 6       | 3       | 6       | 27      | 27      | 15           | 4            | 3            | 8            | 14           | 23           | 30     | 10     | 6      | 14     | 41     | 50     | -9  |
| Coppa di Norvegia | -     | 1       | 1       | 0       | 0       | 3       | 1       | 4            | 3            | 0            | 1            | 18           | 6            | 5      | 4      | 0      | 1      | 21     | 7      | +14 |
| Totale            | -     | 16      | 7       | 3       | 6       | 30      | 28      | 19           | 7            | 3            | 9            | 32           | 29           | 35     | 14     | 6      | 15     | 62     | 57     | +5  |

### Statistiche dei giocatori
| Giocatore         | Eliteserien | Eliteserien | Eliteserien | Eliteserien | Coppa di Norvegia | Coppa di Norvegia | Coppa di Norvegia | Coppa di Norvegia | Totale   | Totale | Totale      | Totale     |
| Giocatore         | Presenze    | Reti        | Ammonizioni | Espulsioni  | Presenze          | Reti              | Ammonizioni       | Espulsioni        | Presenze | Reti   | Ammonizioni | Espulsioni |
| ----------------- | ----------- | ----------- | ----------- | ----------- | ----------------- | ----------------- | ----------------- | ----------------- | -------- | ------ | ----------- | ---------- |
| M. Abdellaoue     | 10          | 1           | 0           | 0           | 3                 | 3                 | 0                 | 0                 | 13       | 4      | 0           | 0          |
| C. Anene          | 4           | 0           | 0           | 0           | 1                 | 0                 | 0                 | 0                 | 5        | 0      | 0           | 0          |
| J. Baffoe         | 9           | 0           | 2           | 0           | 0                 | 0                 | 0                 | 0                 | 9        | 0      | 2           | 0          |
| M. Benmoussa      | 1           | 0           | 1           | 0           | 2                 | 1                 | 0                 | 0                 | 3        | 1      | 1           | 0          |
| M. Berre          | 26          | 10          | 2           | 0           | 5                 | 1                 | 1                 | 0                 | 31       | 11     | 3           | 0          |
| M. Blårud         | 3           | 0           | 0           | 0           | 1                 | 0                 | 0                 | 0                 | 4        | 0      | 0           | 0          |
| T. Børven         | 29          | 9           | 0           | 0           | 4                 | 7                 | 0                 | 0                 | 33       | 16     | 0           | 0          |
| D. Calvo          | 24          | 1           | 2           | 0           | 4                 | 3                 | 2                 | 0                 | 28       | 4      | 4           | 0          |
| M. Engebretsen    | 0           | 0           | 0           | 0           | 0                 | 0                 | 0                 | 0                 | 0        | 0      | 0           | 0          |
| B. Hagen          | 0           | 0           | 0           | 0           | 0                 | 0                 | 0                 | 0                 | 0        | 0      | 0           | 0          |
| M. Fellah         | 10          | 2           | 2           | 0           | 2                 | 1                 | 0                 | 0                 | 12       | 3      | 2           | 0          |
| D. Fredheim Holm  | 24          | 1           | 5           | 0           | 3                 | 1                 | 0                 | 0                 | 27       | 2      | 5           | 0          |
| G. González       | 25          | 2           | 2           | 0           | 4                 | 0                 | 0                 | 1                 | 29       | 2      | 2           | 1          |
| C. Grindheim      | 24          | 1           | 1           | 0           | 3                 | 0                 | 0                 | 0                 | 27       | 1      | 1           | 0          |
| K. Hæstad         | 23          | 1           | 1           | 0           | 4                 | 0                 | 0                 | 0                 | 27       | 1      | 1           | 0          |
| L. Hirschfeld     | 5           | 0           | 0           | 0           | 2                 | 0                 | 0                 | 0                 | 7        | 0      | 0           | 0          |
| N. Høgh           | 9           | 1           | 1           | 1           | 1                 | 0                 | 1                 | 0                 | 10       | 1      | 2           | 1          |
| K. Iqbal          | 0           | 0           | 0           | 0           | 0                 | 0                 | 0                 | 0                 | 0        | 0      | 0           | 0          |
| F. Kastrati       | 6           | 0           | 0           | 0           | 0                 | 0                 | 0                 | 0                 | 6        | 0      | 0           | 0          |
| Ø. Knutsen        | 0           | 0           | 0           | 0           | 0                 | 0                 | 0                 | 0                 | 0        | 0      | 0           | 0          |
| G. Kongshavn      | 25          | 0           | 1           | 0           | 3                 | 0                 | 0                 | 0                 | 28       | 0      | 1           | 0          |
| S. Larsen         | 11          | 1           | 1           | 0           | 2                 | 0                 | 1                 | 0                 | 13       | 1      | 2           | 0          |
| J. Lecjaks        | 22          | 2           | 4           | 0           | 4                 | 0                 | 0                 | 0                 | 26       | 2      | 4           | 0          |
| A. Muri           | 28          | 1           | 0           | 0           | 3                 | 0                 | 0                 | 0                 | 31       | 1      | 0           | 0          |
| I. Näsberg        | 5           | 0           | 1           | 0           | 0                 | 0                 | 0                 | 0                 | 5        | 0      | 1           | 0          |
| M. Njie           | 1           | 0           | 1           | 0           | 0                 | 0                 | 0                 | 0                 | 1        | 0      | 1           | 0          |
| F. Ogude          | 12          | 0           | 5           | 1           | 0                 | 0                 | 0                 | 0                 | 12       | 0      | 5           | 1          |
| S. Oussou         | 10          | 0           | 1           | 0           | 1                 | 0                 | 0                 | 0                 | 11       | 0      | 1           | 0          |
| A. Samuel         | 11          | 1           | 1           | 0           | 2                 | 0                 | 1                 | 0                 | 13       | 1      | 2           | 0          |
| J. Solli          | 21          | 2           | 2           | 0           | 2                 | 0                 | 1                 | 0                 | 23       | 2      | 3           | 0          |
| J. Thomassen      | 11          | 0           | 0           | 0           | 1                 | 0                 | 0                 | 0                 | 12       | 0      | 0           | 0          |
| M. Wawrzynkiewicz | 18          | 0           | 3           | 0           | 5                 | 0                 | 0                 | 0                 | 23       | 0      | 3           | 0          |
| G. Zahid          | 3           | 0           | 0           | 0           | 2                 | 1                 | 0                 | 0                 | 5        | 1      | 0           | 0          |
| B. Zajić          | 19          | 4           | 2           | 0           | 3                 | 1                 | 0                 | 0                 | 22       | 5      | 2           | 0          |